# Patrick Collinson
Patrick Collinson CBE (* 10. August 1929 in Ipswich; † 28. September 2011) war ein britischer Historiker.

## Leben
Patrick Collinson wurde 1929 in Ipswich als Sohn zweier christlicher Missionare geboren und wuchs in East Anglia und London auf. Seine Eltern hatten sich in Algerien, wo sie versuchten Muslime zum Christentum zu bekehren, kennengelernt und leiteten später von London aus Missionen in Ägypten. Von seinem Elternhaus geprägt, war Collinson zeitlebens ein christlicher Sozialist. Er besuchte die King’s School in Ely, leistete seinen national service in der Royal Air Force und studierte anschließend am Pembroke College der University of Cambridge. Ab 1956 wurde er Lecturer an der Universität Khartum im Sudan. Daneben erfolgte 1957 seine Promotion an der University of London. 1961 wechselte er an das King’s College London. 1969 erfolgte seine Berufung zum Professor an die University of Sydney. 1976 wechselte er an die University of Kent und 1984 an die University of  Sheffield. Danach war er von 1988 bis 1996 Regius Professor of Modern History an der University of Cambridge. 2011 veröffentlichte er seine Memoiren The History of a History Man.
1981 verlor er in Folge eines Sturzes aus einem Zug einen Fuß. Collinson war bis zu seinem Tod mit Liz Selwyn verheiratet, welche er Khartum kennengelernt hatte, wo diese als Krankenschwester tätig gewesen war. Aus der 51-jährigen Ehe gingen vier Kinder, zwei Söhne und zwei Töchter, hervor. Im September 2011 starb er im Alter von 82 Jahren an einer Krebserkrankung.
1993 wurde er zum Commander des Order of the British Empire ernannt. Seit 1982 war er Mitglied (Fellow) der British Academy und seit 1989 ordentliches Mitglied der Academia Europaea.

## Veröffentlichungen (Auswahl)
- The Elizabethan Puritan Movement (1967)
- Archbishop Grindal 1519–1583: The Struggle for a Reformed Church (1979)
- The Religion of Protestants: The Church in English Society 1559–1625 (1982)
- Elizabeth I (2007)
- The History of a History Man (2011)
- Richard Bancroft and Anti-Puritanism (2013)